# The Flexican
The Flexican (* 11. Oktober 1983 in Mexiko-Stadt; bürgerlich Thomás Goethals) ist ein niederländischer DJ. Er ist Mitglied in der Hip-Hop-Gruppe Flinke Namen.

## Leben
Goethals wurde 1983 in Mexiko-Stadt geboren. 1992 trennten sich seine Eltern und er zog mit seiner Mutter und seinem Bruder in die niederländische Stadt Buitenveldert. Als er weiteres Interesse für Musik – insbesondere für Rockmusik – entwickelte, besuchte er das SAE Institute in Amsterdam.
Im Jahr 2004 gründete er zusammen mit seinem Freund Yousef Gnaoui die Hip-Hop-Gruppe Flinke Namen. 2008 erstellte er sein erstes Mixtape mit den Namen Op Volle Toeren (niederländisch für Mit voller Geschwindigkeit), bei dem außerdem das Rapduo The Opposites mitwirkte. Zusammen mit Major Lazer und FS Green wirkte er bei Busy Signals Single Watch Out for This (Bumaye) mit. Die Single ist ursprünglich aus dem wiederbelebten Lied Bumaye entstanden, welches ursprünglich von ihm und dem niederländischen Rapper Typhoon geschrieben wurde.
Sein Pseudonym ist ein Wortspiel aus den Wörtern Mexican (aufgrund der Tatsache, dass er in Mexiko geboren wurde) und aus flexibel.